# Doom Resurrection
 『Doom Resurrection』（ドゥーム レザレクション）は、Escalation Studiosが開発し、id Softwareが2009年6月26日に発売したファーストパーソン・シューティングサバイバルホラーゲーム。ジョン・カーマックが開発チームを率いていた。『Doom Resurrection』の設定は『Doom 3』と同じで、過去作のキャラクターとアートを使用している。 

## プロット
このゲームの主人公は、ブラボーチームの生存者である名無しのマリーンである。彼は目覚めた後すぐにギャレット博士と遭遇する。ギャレット博士は、ドアを開けたりコンピューターをハッキングしたりできる空飛ぶアンドロイドのサムを紹介する。マリーンはサムと一緒に火星施設を通り抜け、基地を通過する途中でゾンビやデーモンと戦う。任務はUAC施設の生存者でいっぱいの宇宙船が出発準備をしている場所に到着することであった。道中で彼は少数の生存者（目の前で死亡する）に出会い、サムを通じて貴重な情報を収集し、地獄を訪れてデーモンが出現するポータルを閉じた。結局、マリーンはギャレット博士を置き去りにせざるを得なくなり、サムは宇宙船への扉が閉まる寸前に間に滑り込んでマリーンが通れるスペースを開け、彼が通った後にUACに関係するデータを彼に渡し、破壊された。マリーンは船に乗り込むことができ、他の少数の生存者と共に火星を去った。 